# Teatar.hr Nagrada Publike 2015.
Četvrta Teatar.hr Nagrada Publike održala se 19. studenog u zagrebačkom klubu Vinyl.  Za laureate u deset kategorija i dva kruga glasanja pristiglo je čak 95 000 glasova. Umjetnički voditelji dodjele bili su Nora Krstulović i Vedran Peternel. Kao izvođači nastupili su Iva Visković, Sara Renar, Mirela Priselac-Remi i Darko Rundek. 

### Nominacije i pobjednici
| Predstava godine | Razočaranje sezone |
| --- | --- |
| - Kristofor Kolumbo (ZKM) - 260 dana (HNK Osijek) - A gdje je revolucija stoko? (Montažstroj) - Kolovoz u okrugu Osage (GDK Gavella) - Mi smo kraljevi, a ne ljudi (HNK Zagreb)                                       | - Oduzimanje nacionalnog statusa Splitskom ljetu - Filozofski teatar - novi ministar kulture - sezona HNK Rijeka - Slučaj "Elementarne čestice |
| Događaj sezone | Festival godine |
| - Sezona HNK Rijeka - Filozofski teatar - hrvatski nastup na Praškom kvadrijenalu - nastavak rada studija plesa - ostavka Ministrice kulture                                                                          | - Rendes-vous - Ganz novi festival - Festival novog cirkusa - IKS Festival - FEN - festival neovisnih kazališta                                |
| Izvođač godine | Izvođačica godine |
| - Domagoj Dorotić - Livio Badurina - Dean Krivačić - Krešimir Mikić - Sreten Mokrović | - Jadranka Đokić - Renata Sabljak - Dubravka Šeparović Mušović - Anja Šovagović-Despot - Anđela Ramljak                                        |
| Redatelj/koreograf godine | Osoba godine |
| - Matija Ferlin - Renata Carola Gatica - Olja Lozica - Rene Medvešek - Borut Šeparović | - Tena Štivičić - Ivica Buljan - Oliver Frljić - Goran Golovko - Siniša Labrović                                                               |
| Najbolji novi dramski tekst | Nezavisno kazalište godine |
| - Ivana Šojat-Kuči za "Elza hoda kroz zidove" - Ivor Martinić za "Bojim se da se sada poznajemo" - Borna Vujčić za "Pečat" - Dino Pešut za "Pret(posljednja) panda ili statika" - Ivica Ivanišević za "Život je čudo" | - Montažstroj - BADco. - VRUM - Mala scena - Teatar Poco Loco                                                                                  |